# Стельвіо (перевал)
Стельвіо (італ. Passo dello Stelvio; нім. Stilfser Joch) — гірський перевал розташований в Італії на висоті 2758 м. Другий по висоті перевал у східних Альпах з асфальтованою дорогою. Перше місце займає перевал Коль де л'Ізеран (2770 м) у Франції.
Перевал розташований всього за 200 м від швейцарського кордону. Над перевалом височіє гора яку називають «вершиною трьох мов», оскільки поряд проходять кордони з Австрією та Швейцарією та в цьому регіоні поширені три мови: італійська, німецька та романшська. На перевалі існує невеликий льодовик, де можна кататися на лижах влітку.

## Розташування
Перевал розташований в Ортлерських горах в Італії між Стельвіо (Stelvio) в Південному Тіролі та Борміо провінції Сондріо, за 75 км від Больцано і лише за 200 м від швейцарського кордону. Дорога сполучає долини Вальтеліна та Валь-Веноста та Мерано. Поруч з дорогою перевалу є літня траса лижного спуску.

## Режим руху
Зазвичай дорога на перевал закрита з листопада до кінця травня. Об'їзд відбувається по дорозі 28 через Munt la Schera Tunnel. Цю міру безпеки зумовлено не тільки важкістю підйому взимку. До відкриття сезону тут часто відбуваються обвали, які пошкоджують дорогу. Один з таких був в травні 2018 року, частково зруйнувавши одну ділянку та засипавши другу нижче.

## Стельвіо Байк День
Кожного року в останню суботу серпня або в першу суботу вересня адміністрація Національного парку Стельвіо влаштовує День велосипедиста. В цей день дороги від Борміо та Прато до перевалу так і дорога з Санта-Марія-Валь-Мюстаїр до перевалу Умбраїль закриті для транспорту крім велосипедистів. В середньому близько 12 тисяч велосипедистів беруть участь, пройшовши дорогу від Прато через перевал та спуск по Умбраїль до Валь-Мюстаїр.
З 2017 року також існує Марафон Стельвіо для бігунів, з Прато до Глоренци, назад до Прато та звідти через комуну Стельвіо до перевалу. Перший марафон відбувся 17 червня 2017 року з більш ніж 300 учасників. Другий відбувся 16 червня 2018. Третій марафон відбудеться 15 червня 2019 року.

## Історія
Дорога була збудована в 1820–1825 роках Австрійською Імперією, під керівництвом Carlo Donegani. З того часу дорога не змінювалася. Все ті ж 75 крутих поворотів, 48 з них нумеруються на північній частині камнями. Стельвіо неодноразово включався в трасу знаменитих велоперегонів Джиро д'Італія, що проходять в травні та є самою знаменитою Чима Копі (італ.: Cima Coppi), найвищою точкою всього маршруту. Перевал має велике значення для любительського спорту, коли траса відкрита. Незліченна кількість велосипедистів та мотоциклістів борються, щоб піднятися на найвищу діляну дороги в східних Альпах. Кожен рік по закритій трасі, в кінці серпня, проходять змагання велосипедистів.
Стельвіо було вибрано британським шоу Top Gear як «Найкращу дорогу у Світі», хоча їх пошуки були сконцентровані лише у Європі. Цього рішення було досягнуто в першому епізоді 10 сезону після того як команда почала шукати дорогу яка б задовольнила усі водійські забаганки. Пізніше Top Gear вирішила що Трансфегераське шосе в Румунії найкраща дорога для водіння.
У 2008 році Moto Guzzi почала продажі моделі Stelvio. Alfa Romeo у 2016 дебтував з кросовером Stelvio на Мотор Шоу в Лос-Анджелесі.

## Джиро д'Італія
| Рік  | Етап | Старт          | Фініш            | Перший на вершині         | Премія     |
| ---- | ---- | -------------- | ---------------- | ------------------------- | ---------- |
| 1953 | 20   | Больцано       | Борміо           | Фаусто Копі (ITA)         | -          |
| 1961 | 20   | Тренто         | Борміо           | Шарлі Голь (LUX)          | -          |
| 1965 | 20   | Мадезімо       | перевал Стельвіо | Граціано Баттістіні (ITA) | Cima Coppi |
| 1972 | 17   | Лівіньйо       | перевал Стельвіо | Хосе Мануель Фуенте (ESP) | Cima Coppi |
| 1975 | 21   | Аллеге         | перевал Стельвіо | Франциско Гальдос (ESP)   | Cima Coppi |
| 1980 | 20   | Клес           | Сондріо          | Жан-Рене Бернадо (FRA)    | Cima Coppi |
| 1994 | 15   | Мерано         | Априка           | Фрнко Вона (ITA)          | Cima Coppi |
| 2005 | 14   | Енья           | Лівіньйо         | Іван Парра (COL)          | Cima Coppi |
| 2012 | 20   | Валь-ді-Соле   | перевал Стельвіо | Томас де Гент (BEL)       | Cima Coppi |
| 2014 | 16   | Понте-ді-Леньо | Мартелло         | Даріо Катальдо (ITA)      | Cima Coppi |
| 2017 | 16   | Роветта        | Борміо           | Мікель Ланда (ESP)        | Cima Coppi |

## Нещасні випадки та ДТП
Дорога користується великою популярністю серед туристів, які приїзжають сюди на різних типах транспорту. Якість дорожного покриття та огорожа викликають у деяких ілюзію повної безпеки. Через це тут досить часто відбуваються смертельні ДТП. Часто їх жертвами стають мотоциклісти. Так 8 липня в двох різних інцидентах загинули 2 мотоциклісти, в тому числі іспанський турист, вилитівший з 21-ї шпильки та впавший в прірву. В вересні 2016 року 33-літній німець не впорався з керування всередині тунелю Diroccamento і впав, вдарившись головою об стіну. Шлем не врятував його від рокової травми .

## Галерея

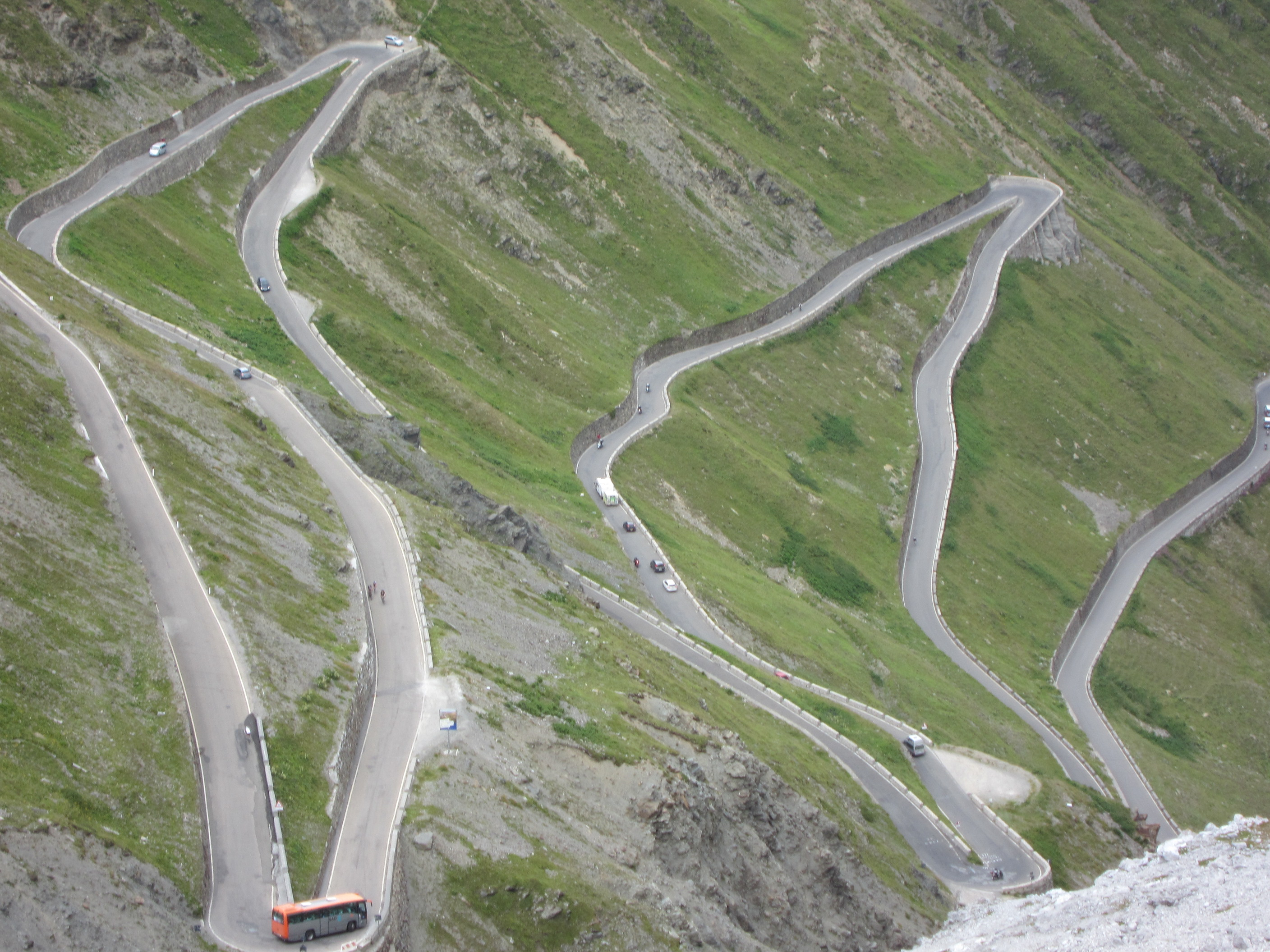
Перевал
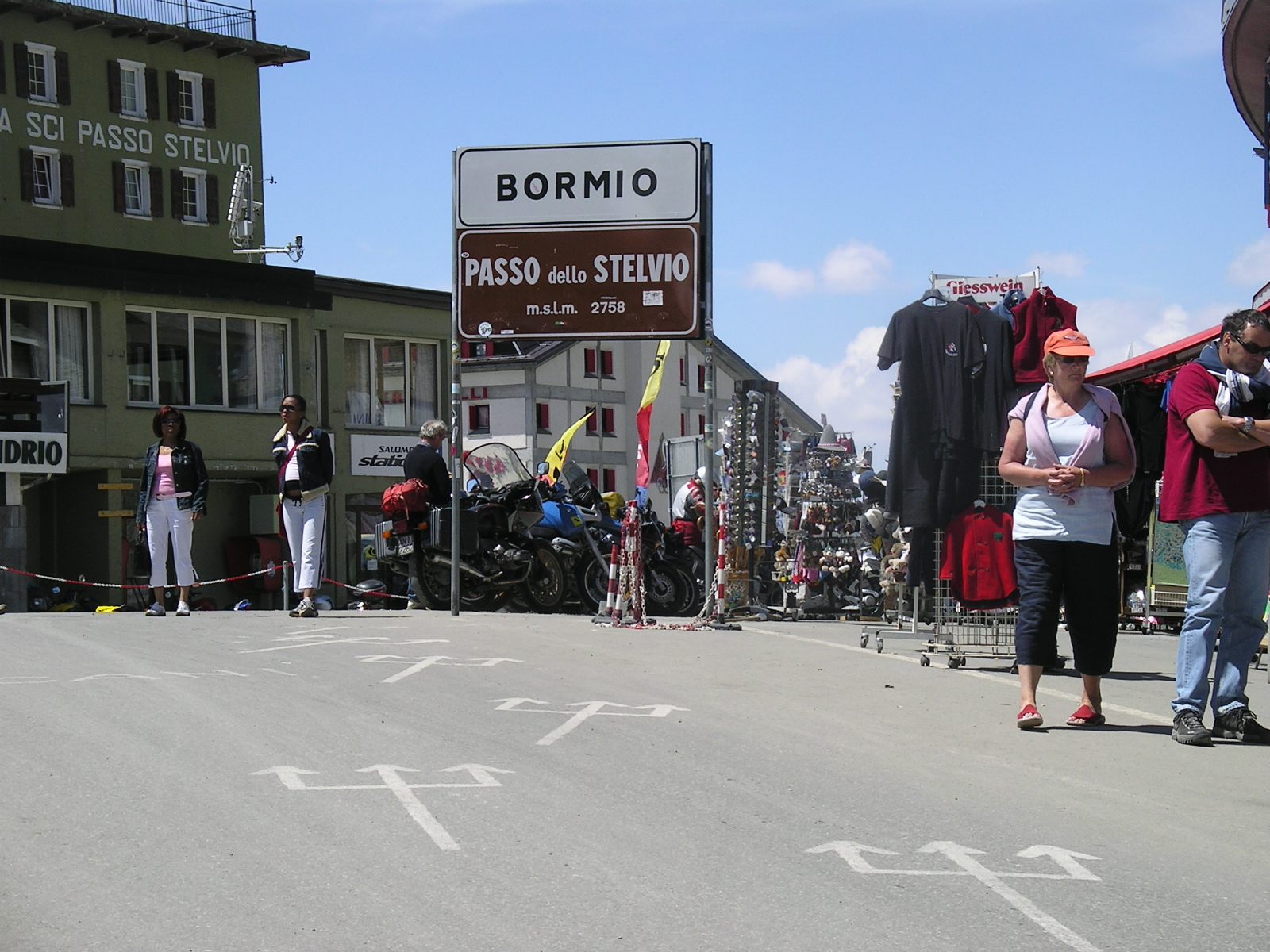
На вершині перевалу
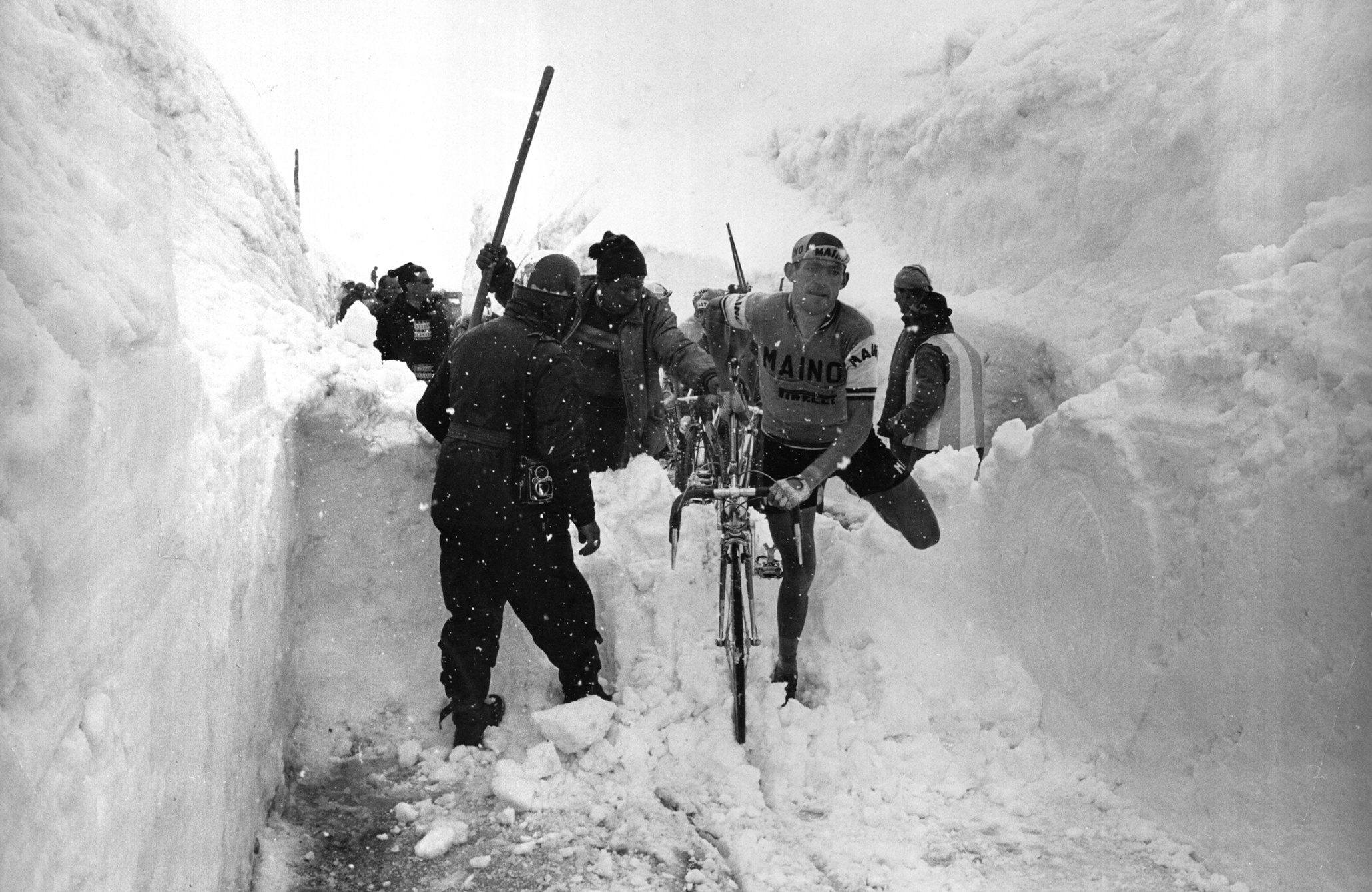
Альдо Мосер на 20-му етапі Джиро д'Італія 3 червня 1965 року
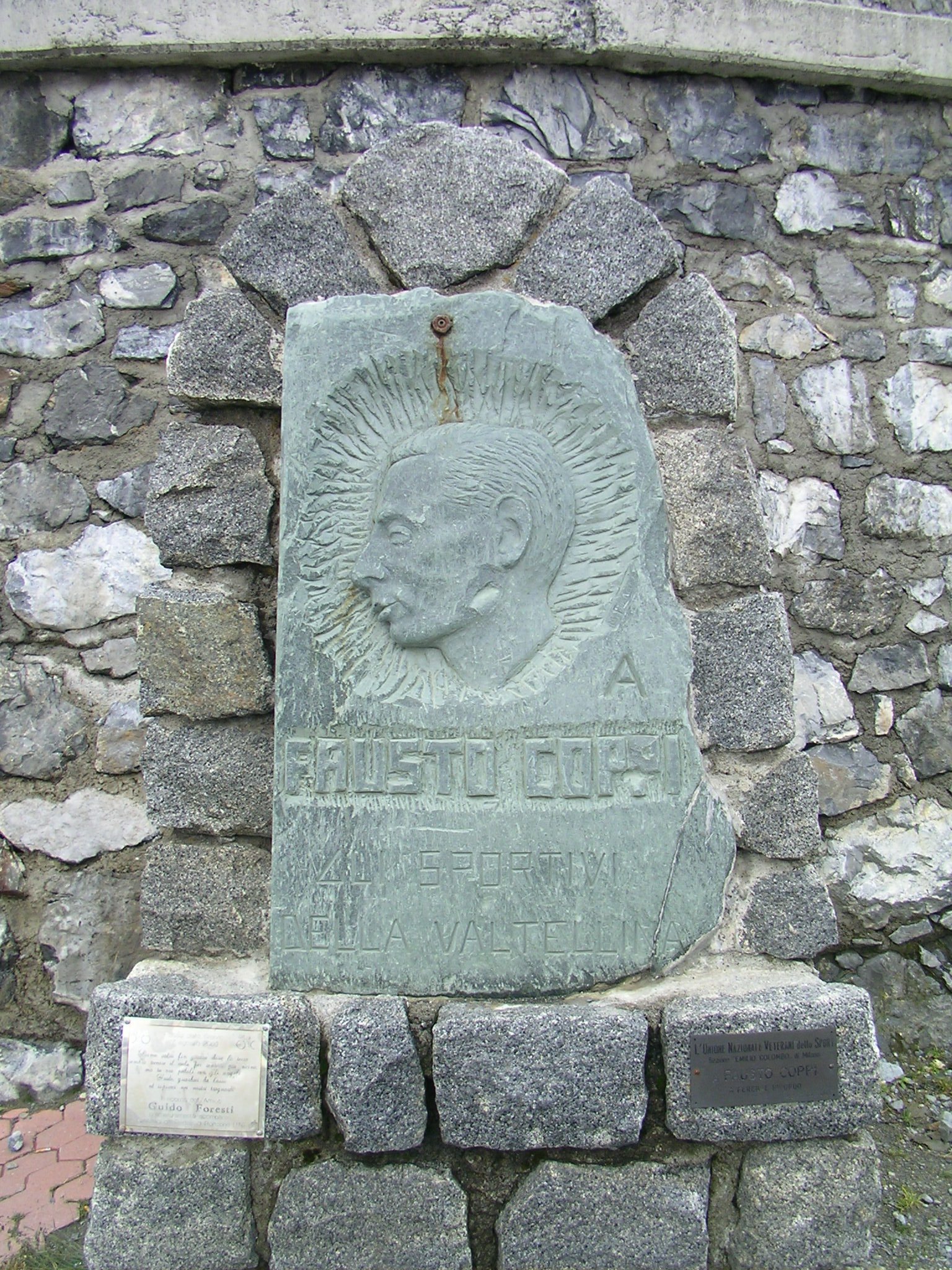
Монумент Фаусто Копі
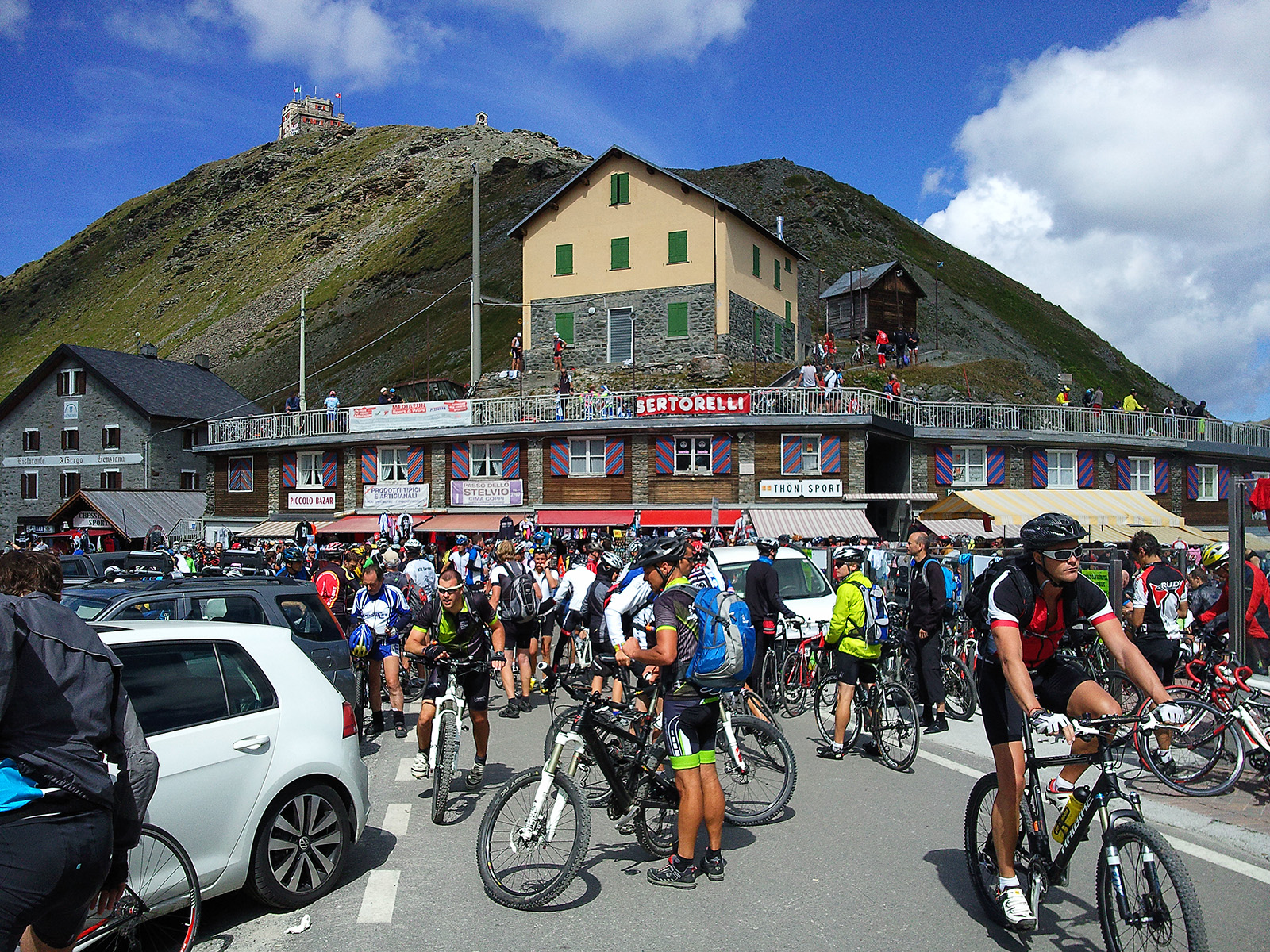
День велосипедиста